# 吕瑞明
吕瑞明（1925年—2022年12月27日），男，山东青岛人，中国剧作家，一级编剧，曾任中国京剧院院长兼党委书记，第八届全国政协委员。